# Polt Péter
Polt Péter (Budapest, 1955. szeptember 6. –) magyar jogász, ügyész, egyetemi tanár, volt fideszes politikus. 2000–2006, valamint 2010–2025 között Magyarország legfőbb ügyésze. Hivatali ideje alatt számos kritika érte tevékenységét a Fideszhez köthető ügyek és Orbán Viktorhoz való elkötelezettsége miatt. 2025 májusában alkotmánybíróvá nevezték ki, júniustól az Alkotmánybíróság elnöke. A 2020-as Befolyás-barométer szerint Magyarország 16. legbefolyásosabb személye.

## Életpályája
A budapesti Veres Pálné Gimnáziumban érettségizett, majd 1975-ben felvették az Eötvös Loránd Tudományegyetem Jogtudományi Karára, ahol 1980-ban szerzett jogi diplomát, summa cum laude minősítéssel. Ezt követően 1981-ben Felsőoktatási Tanulmányi Érdemérem elismerésben részesült. Emellett posztgraduális képzésen vett részt a Strasbourgi Egyetemen és a Hágai Nemzetközi Jogi Akadémián.
A diploma megszerzése után az Országos Kriminológiai és Kriminalisztikai Intézet munkatársa lett, jelenleg a OKRI Tudományos Tanács tagja. 1989-ben Eredményes Munkáért miniszteri dicséretben részesült.  1983-ban az Eötvös Loránd Tudományegyetem ÁJK büntetőjogi tanszékének tanársegédje lett. 1985-ben adjunktussá, 2012-ben docenssé nevezték ki, az egyetemen 2017-ig dolgozott. 1982-ben bírói-ügyészi szakvizsgát szerzett jeles minősítéssel. 1986-tól 1995-ig ügyvédként dolgozott. 1989-ben Eredményes Munkáért miniszteri dicséretben részesült. 1990 és 1995 között egy évig részmunkaidős, majd eseti tanácsadó az Igazságügyi Minisztériumnál. 1999 és 2007 között a Széchenyi István Egyetemen egyetemi oktató.  2010-ben Kozma Sándor-díjat kapott. 2011-ben PhD-fokozatot szerzett a Pázmány Péter Katolikus Egyetemen, majd ugyanott 2016-ban habilitált. 2006-ban címzetes egyetemi tanár lett a Pázmány Péter Katolikus Egyetemen, illetve 2017-ben a Nemzeti Közszolgálati Egyetem Rendészettudományi Karán. Alapítása óta Rendészettudományi Kar büntetőjogi tanszékének oktatója és 2015-től annak tanszékvezetője. Az ELTE Állam- és Jogtudományi Karának tanácsa 2017-ben egyértelműen elutasította Polt egyetemi magántanári kinevezését, azonban Balogh Zoltán miniszter javaslatára Áder János még decemberben egyetemi tanárnak nevezte ki.
2014-tól a Shanghai Európai Büntetőjogi Kutatóközpont tiszteletbeli elnöke (Társadalomtudományi Akadémia, Shanghai – SASS), 2016-tól  vendégprofesszor (Társadalomtudományi Akadémia – SASS, Shanghai).
Mindemellett 1988-tól a Nemzetközi Büntetőjogi Társaság tagja. 1990-ben az ENSZ vezető nemzeti referense Magyarországon a bűnmegelőzés és a bűntettesekkel való bánásmód területén. 1991-ben a Szakértői Munkacsoport és egyben az Európa Tanács Környezetvédelmi Büntetőjoggal Foglalkozó Bizottságának tagja (CPEC, Council of Europe).1992-ben választott tagja az Egyéni Kriminológiai Ösztöndíjakat Elbíráló Bizottságnak (ICRF, Council of Europe).
Angolul és németül beszél. A magyar és az európai büntetőjog, a büntető eljárásjog és az emberi jogok területén angolul és magyarul is publikál.
Kutatási eredményeit itthon és külföldön megjelent tanulmányok, monográfiák és tankönyvek tartalmazzák.
271 közleménnyel rendelkezik. Első monográfiáját 2010-ben adták ki Magyarországon. Az egyik mértékadónak tekintett büntető anyagi jogi tankönyvnek állandó társszerzője. Nyolc tanulmánykötetet, illetve kommentárt szerkesztett, ebből egy (a Büntető Törvénykönyv kommentárja) Kínában, kínai nyelven jelent meg. Külföldön, illetve idegen nyelven összesen 40 publikációja jelent meg.

## Közéleti pályafutása

### A legfőbb ügyészségig
1993-ban belépett a Fideszbe. Az 1994-es országgyűlési választáson a párt képviselőjelöltje volt, de mandátumot nem szerzett. 1995. június 30-ától az állampolgári jogok országgyűlési biztosának általános helyettese (az ombudsman akkor Gönczöl Katalin volt), megválasztásakor kilépett a Fideszből. Eme pozíciót 2000. május 15-éig töltötte be, majd az Országgyűlés megválasztotta legfőbb ügyésszé, Györgyi Kálmán utódjaként. Hivatali ideje során többször is kritizálták tevékenységét, visszatérően a Fidesz „pártkatonájának” titulálták, mert vezetése alatt az ügyészség Fideszhez köthető ügyeiben rendre nem indultak vagy leálltak a nyomozások. Az Országgyűlésben többször leszavazták interpellációkra adott válaszait; 2003-ban hétszer is.
Mandátuma 2006-ban járt le, utódja Kovács Tamás katonai főügyész lett, miután Sólyom László első jelöltjét, Horányi Miklóst a kormánypártok (MSZP–SZDSZ) nem támogatták. Ezt követően „címzetes legfőbb ügyészségi főtanácsosként” a Legfőbb Ügyészség Büntetőbírósági Ügyek Főosztályának élére került.

### Második terminus (2010–2019)
2010-ben Schmitt Pál köztársasági elnök Poltot jelölte legfőbb ügyésznek, akit megválasztott a kétharmados többséggel rendelkező Fidesz–KDNP-koalíció. A módosított jogszabály értelmében a mandátum legalább kilenc évre (az új legfőbb ügyész kétharmados kinevezéséig) szól, valamint a legfőbb ügyész már nem interpellálható a parlamentben, csak kérdés intézhető hozzá. 2011-ben egy évre Poltot választották meg az uniós legfőbb ügyészek szervezetének elnökének Rómában.
Polt másodszori legfőbb ügyészi kinevezése óta meredeken zuhant a politikai korrupciós ügyekben indított büntetőeljárások száma; ahol mégis indult, azokat 2010 vége óta közel kétszer nagyobb arányban szüntették meg, mint korábban – írta meg 2015-ben az Átlátszó.hu. A Legfőbb Ügyészség több olyan ügyben is (pl. Budapest Szíve, Elios-ügy) megszüntette a nyomozást, ahol az Európai Csalás Elleni Hivatal (OLAF) súlyos szabálytalanságokat talált. Ingeborg Grässle, az Európai Parlament költségvetési ellenőrző bizottságának elnöke az Elios-ügy kapcsán valódi nyomozás lefolytatását kérte Polttól, aki nem válaszolt a képviselő azon kérdésére, hogy vádat emelne-e Orbán Viktor egyik családtagja ellen.
Az OCCRP nemzetközi újságírói szervezet banki bizonyítékokkal alátámasztott tényfeltárása szerint Azerbajdzsán egy nemzetközi feketekassza segítségével fizetett le európai politikusokat: a pénzből összesen több mint 9 millió dollár (2,3 milliárd forint) Magyarországra is érkezett abban az időszakban, amikor a magyar kormány furcsa körülmények között kiadta Azerbajdzsánnak a baltás gyilkosként elhíresült Ramil Safarovot. A Polt Péter által vezetett ügyészség úgy jutott arra az álláspontra, hogy nem kell nyomozni, hogy közben 13 ezer oldalnyi banki dokumentum igazolta a nemzetközi pénzmosási tevékenységet.
2018. január 12-én a Legfőbb Ügyészség megkapta az OLAF igazságügyi megkeresését, és nyomozást rendelt el az ügyben. 2018. november 6-án a rendőrség bűncselekmény hiányában megszüntette a nyomozást. Ladislav Hamran, az Eurojust elnöke az Ügyészség Napján 2018. június 12-én elmondott beszédében méltatta Polt széles körű szakmai és nemzetközi tevékenységét.
2018-as éves jelentése szerint az OLAF a vizsgált országok közül Magyarországon tárta fel a legtöbb szabálytalanságot, és tett mindezekről ajánlást. A dokumentum által vizsgált 2012–2018 közötti időszakban az OLAF az EU tagállamai közül a második legtöbb ajánlását Magyarországgal szemben tette, eme húsz ügyből végül kilenc zárul vádemeléssel magyar részről.
Polt második terminusa alatt a 2006–2010-es időszakhoz viszonyítva meredeken zuhant a korrupciós ügyekben indított büntetőeljárások száma, 300%-al nagyobb arányban utasították el a hivatali korrupció miatt tett feljelentéseket.

### Harmadik terminus (2019–2025)
2019. november 4-én 134 igen, 27 nem és 3 érvénytelen szavazattal az Országgyűlés 9 évvel meghosszabbította Polt Péter kinevezését. December 17-én iktatták be hivatalába.
2019-ben harmadik terminusa alatt 98.3%-os csúcson volt az ügyészség váderedményessége.
2023-tól a Nadal Network, az Európai Unió tagállamai Legfelsőbb Bíróságai mellett működő ügyészségek vagy azonos jogállású intézmények hálózatának alelnöke.
2025 májusában lemondott legfőbb ügyészi tisztségéről, miután a Fidesz alkotmánybírói pozícióra jelölte. A lemondását Sulyok Tamás köztársasági elnök vette át, aki nyilvánosan elismerését fejezte ki több mint két évtizedes szolgálatáért az ügyészség élén. Bár 2019-ben harmadik alkalommal is kinevezték kilenc évre, a megbízatását végül nem töltötte ki, az Országgyűlés döntése alapján a megbízatása 2025. június 9-ei dátummal szűnik meg, és június 10-étől – a 70 éves jelölési korhatár betöltése előtt – 12 évre alkotmánybíróvá nevezték ki, és várhatóan az Alkotmánybíróság elnöki posztját fogja betölteni.

## Családja
Kétszer elvált, első felesége Farkasné Gasparics Emese (volt helyettes államtitkár, jelenleg az NKE oktatója), harmadik felesége Polt-Palásthy Marianna, a Magyar Nemzeti Bank személyügyekért felelős ügyvezető igazgatója is volt, aki éles kritikákat kapott azután, hogy a személyügyekért felelős igazgatóként Matolcsy György személyes döntése nyomán felvette frissen diplomázott mostohalányát. Polt-Palásthy emellett 2022 szeptemberétől a Szerencsejáték Zrt. igazgatóságának is tagja.
Két lánygyermek és egy fiúgyermek édesapja. Polt Petra és nővére a Pázmány Péter Katolikus Egyetemen szerzett jogi diplomát.

## Főbb művei
- Áldás vagy átok. A parlamenti mentelmi jog; Magyar Közlöny Lap- és Könyvkiadó, Bp., 2010
- Az ügyészek nagy kézikönyve; szerk. Polt Péter, Varga Zs. András; Complex, Bp., 2013 (Meritum)
- A költségvetés büntetőjogi védelmének egyes elméleti és gyakorlati kérdései. Hazai gyakorlat és uniós mechanizmusok; Dialóg Campus, Bp., 2019
- Polt Péter–Pallagi Anikó–Schubauer László: Büntetőjog a gyakorlatban; Dialóg Campus, Bp., 2020
- Törvény és igazság. Válogatott beszédek, tanulmányok, dokumentumok a modern ügyészségről, 2000–2020; Ludovika Egyetemi, Bp., 2021
- 150 éves az Ügyészség. Fejezetek az ügyészi szervezet történetéből, 1871–2021; főszerk. Polt Péter, ford. Szkórits-Tala Gábor; Legfőbb Ügyészség, Bp., 2021